# Alicia Relinque Eleta
Alicia Relinque Eleta   (Madrid, 1960) és professora de Literatura clàssica, Teoria i Crítica Literària xinesa, Teatre i Cinema xinès i Teoria General de la Literatura i Llengua xinesa a la Universitat de Granada. És llicenciada en Dret per la Universitat Autònoma de Madrid, en Sinologia per la Universitat de París i doctora per la Universitat de Granada. En l'àmbit acadèmic, també ha estat professora d'intercanvi a la Universitat de Pequín, professora convidada a la Universitat de la ciutat d'Hong Kong i col·laboradora de la Universitat Oberta de Catalunya.

## Traduccions destacades
- El corazón de la literatura y el cincelado de dragones, de Liu Xie[3]
- Historia del ala oeste, de Wang Shifu
- Jin Ping Mei en verso y en prosa, de El erudito de las carcajadas

## Publicacions pròpies
- La construcción del poder en la China Antigua[4]